# Therapie in utero
Unter dem Begriff Therapie in utero, auch bekannt unter den Synonymen Fetale Therapie und Pränataltherapie,  wird die vorgeburtliche (in utero = innerhalb der Gebärmutter) Behandlung solcher Erkrankungen und Fehlbildungen des Embryo bzw. Fetus verstanden, die durch Verfahren der Pränataldiagnostik diagnostiziert wurden und mit den aktuell zur Verfügung stehenden technischen, medikamentösen und operativen Möglichkeiten behandelbar sind.
Ziel der Therapie in utero ist eine möglichst weitgehende medizinisch-therapeutische Behandlung des ungeborenen Kindes, damit eine vorliegende oder sich entwickelnde Erkrankung oder Fehlbildung, die unbehandelt in jedem Fall oder zumindest potentiell zu einer Schädigung des Babys führen würde, geheilt oder in ihrem Fortschreiten aufgehalten bzw. verzögert wird. Auf diese Weise soll die möglichst termingerechte Geburt des Kindes gewährleistet werden, das durch die fetale Therapie im Idealfall langfristig ohne bleibende Schädigung lebensfähig ist.
Angezeigt sind Methoden der Pränataltherapie in der Regel bis zur etwa 32. Schwangerschaftswoche. Nach diesem Zeitpunkt ist die Einleitung der Geburt mit dem Ziel der Behandlung des Kindes außerhalb des Mutterleibes meist mit geringeren Risiken verbunden als eine Therapie in utero.
Zu den in utero potentiell therapierbaren Erkrankungen zählen z. B. das Adrenogenitale Syndrom (AGS), die Herzinsuffizienz, Rhesusunverträglichkeit (Behandlungsmethode: Bluttransfusion über die Nabelschnur), die ektodermale Dysplasie (Behandlung mit einem Ersatzprotein für den fehlenden Botenstoff) sowie diverse Obstruktionen (Behandlungsmethode: Anlage eines ggf. künstlichen Shunts oder Punktion zur Wiederherstellung der Durchlässigkeit). Auch eine Trennung von Gefäßverbindungen, die bei Zwillingen das fetofetale Transfusionssyndrom auslösen können, ist zum Teil vorgeburtlich möglich. Zunehmend werden auch operative Verschlüsse von Formen der Spina bifida aperta vorgeburtlich vorgenommen.